# Pere Bosch i Soldevila
Pere Bosch i Soldevila (Igualada, 16 de febrer de 1824 – 10 de gener de 1890), conegut com a l'Apotecari Sord, va ser un farmacèutic i publicista català.
Bosch era farmacèutic, fill de l'apotecari del carrer de l'Argent d'Igualada, i tenia inquietuds culturals i socials. Era un home progressista que lluitava per millorar les condicions econòmiques i socials de la seva ciutat, sobretot en dos aspectes: la construcció de la línia de ferrocarril fins a Sant Sadurní d'Anoia i la fundació i la consolidació de l'Ateneu Igualadí de la Classe Obrera. Les tertúlies a la rebotiga de la farmàcia reunien els intel·lectuals locals i allà es va gestar la fundació d'El Eco de Igualada (1863).
Gran afeccionat a la literatura, escrivia poesies i utilitzava indistintament el català i el castellà. A més de fundar i dirigir El Eco de Igualada (1863-1866 i 1868-1869), va col·laborar en altres periòdics locals com El Eco del Noya (1877-1880), La Colmena de Igualada (1880-1882) i Lo Renaixement (1884-1886). Carner en va dir: Pedro Bosch escribió muchísimo y una de sus más ahincadas campañas fué en pro del proyectado ferrocarril Igualada-San Sadurní, que fracasó, a pesar de que las obras se iniciaron con gran solemnidad y ilusión. Era una época de acusada decadencia y el periódico trabajó tesoneramente para levantar los espíritus harto decaidos y superar la abulía imperante en las clases dirigentes. Autor d'Un pomét de pensaménts (1880).
La seva implicació amb la ciutat no va ser només literària sinó que va ocupar diversos càrrecs en la política municipal, entre els quals el d'administrador de l'Hospital d'Igualada, regidor i primer tinent d'alcalde de l'ajuntament des de l'any 1861, membre de la Junta Local d'Instrucció Pública i de la comissió per a fer la làpida de fills il·lustres de la ciutat. També va ser el sisè president de l'Ateneu Igualadí, nomenat l'any 1879.
A Igualada hi ha un carrer, al pla de la Massa, que porta el seu nom.